# Столєтов (місячний кратер)

Кратер Столєтов (лат. Stoletov) — великий метеоритний кратер у північній півкулі зворотного боку Місяця. Назву присвоєно на честь російського фізика Олександра Григоровича Столєтова (1839—1896) й затверджено Міжнародним астрономічним союзом у 1970 році.

## Опис кратера
Найближчими сусідами кратера є кратер Вольтьєр на заході; кратер Монгольф'є на північному заході; кратер Параскевопулос на північному сході і кратер Кулик на півдні. Селенографічні координати центра кратера 44°49′ пн. ш. 155°30′ зх. д. / 44.82° пн. ш. 155.5° зх. д., діаметр 42,4 км, глибина 2,2 км.
Кратер Столєтов має циркулярну форму та є помірно зруйнований. Вал дещо згладжений, північний і південний краї валу позначені парами маленьких кратерів, західний — одиничним кратером. Внутрішній схил кратера широкий, зі слабкими слідами терасоподібної структури. Висота валу над навколишньою місцевістю сягає 1050 м, об'єм кратера становить приблизно 1300 км³. Дно чаші кратера рівне, за виключенням південної частини, яка покрита породами викинутими при утворенні сусідніх кратерів.

## Сателітні кратери

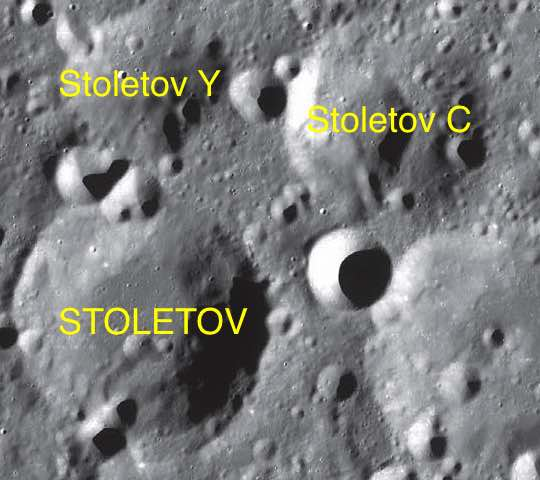
Фрагмент мапи LAC-34.

| Столєтов | Координати                                                  | Діаметр, км |
| -------- | ----------------------------------------------------------- | ----------- |
| C        | 46°02′ пн. ш. 153°43′ зх. д. / 46.04° пн. ш. 153.72° зх. д. | 34,4        |
| Y        | 46°08′ пн. ш. 155°40′ зх. д. / 46.13° пн. ш. 155.66° зх. д. | 24,7        |